# Ecce homo (Bosch, 1470)
Ecce Homo je slika epizode zgodbe o Jezusovem trpljenju staronizozemskega slikarja Hieronymusa Boscha, naslikana med letoma 1475 - 1485. Izvirna različica s poreklom iz zbirk v Gentu je v muzeju Städel v Frankfurtu; kopijo hrani Muzej likovne umetnosti v Bostonu. Naslov ima naslov iz latinskih besed Ecce Homo, 'glej moža', ki jih je govoril rimski prefekt Poncij Pilat, ko je Jezus paradiral pred jezno množico v Jeruzalemu, preden je bil obsojen na križanje.

## Opis
Ecce Homo prikazuje Jezusa, ki so ga slekli in pred ljudi pripeljali člani rimskega sveta, ki jih obdajajo vojaki. Ljudje se norčujejo in posmehujejo Jezusu, ki nosi trnovo krono. Roke ima zvezane z okovi, medtem ko pordelost zdaj že surovega mesa na nogah, rokah in prsih potrjuje, da je bil pretepen z bičem. Dialog med Pilatom in mafijo nakazujejo trije gotski napisi, postavljeni blizu ust protagonistov. Ti delujejo podobno kot banderole ali govorni baloni, ki se uporabljajo v sodobnih stripih. Na Pilatov krik Ecce Homo mafija odgovori Crucifige Eum ('Križaj ga'). Tretji napis Salve nos Christe redemptor ('Reši nas, Kristus Odrešenik') je razviden v spodnjem levem delu platna, iz ust, ki sta upodobitvi dveh darovalcev, ki pa sta bila kasneje prebarvana. Tipično za Boscha je slika prežeta s simboličnimi podobami. Najbolj opazne so postavitve dveh živali, ki so v krščanski ikonografiji tradicionalno videti kot simboli zla - sova, ki se nahaja nad Pilatom in velikanska krastača, ki počiva na ščitu enega od vojakov.
Zgornji desni kvadrant kompozicije predstavlja povsem avtonomno mestno pokrajino, ki predstavlja Jeruzalem pod znano preobleko poznogotskega nizozemskega mesta. Njegovi veliki odprti prostori, srhljivo prazni, tvorijo najmočnejši kontrast gosto nabito polni groteskno karikiranih in eksotično oblečenih figur mafije v ospredju.
Tema Ecce Homo se slikarji pred renesanso niso pogosto lotili, Bosch pa je eden najbolj znanih zgodnjih umetnikov, ki je uporabil to sceno. Običajno ima ta epizoda pasijona eno od dveh oblik. Ena predstavitev podrobno opisuje dobesedno pripoved o dogodku z implicitnim zaključkom, da je sodba, ki jo ponujajo sodobniki, pogosto, kot je zapisal umetnostni zgodovinar Michael Worton, »pomanjkljiva, slepa in prežeta z lastnimi interesi«. To je tradicija, ki ji pripada to delo: Kristus je prikazan kot popolnoma človek in je prikazan kot upognjen, ponižan človek. Kasnejše upodobitve visoke renesanse se osredotočajo na junaško žrtev, ki jo daje Kristus zaradi človeštva, in pogosto povsem odpravijo norčijo, da bi sprejeli Kristusa, ki se skoraj veseli smrti.
O Boschevem življenju je znanega zelo malo in tako kot pri mnogih njegovih slikah je tudi datum tega dela negotov. Zaradi sorazmerne enostavnosti slike in dejstva, da je tematsko zelo podobna drugim delom, naslikanim v tem obdobju, se na splošno verjame, da je bila končana med 1475–80. Ta Ecce Homo vsebuje številne elemente, značilne za nizozemsko slikarstvo tistega časa, vključno z domačimi obrazi in majhnimi deleži figur, ki so videti upodobljene ravno, njihova postava pa ni težka pod težkimi oblačili. Nedavna dendrokronološka preiskava hrastove table  umešča čas nastanka slike približno med 1475 in 1485.

## Slikarski material
Preiskava znanstvenika pri Boschevem raziskovalnem in konservatorskem projektu je razkrila uporabo običajnih pigmentov iz obdobja renesanse, kot so azurit, svinčeno-kositrno-rumena in cinober rdeča. Uporabljal je tudi rdeče in zelene glazure ter zlate liste.